# Rinefilum
Rinefilum (lat. Rhinephyllum), rod trajnica iz porodice čupavica. Postoji 11 priznatih vrsta u JAR-u i Lesotu

## Vrste
1. Rhinephyllum broomii L.Bolus
2. Rhinephyllum comptonii L.Bolus
3. Rhinephyllum graniforme (Haw.) L.Bolus
4. Rhinephyllum inaequale L.Bolus
5. Rhinephyllum luteum (L.Bolus) L.Bolus
6. Rhinephyllum muirii N.E.Br.
7. Rhinephyllum obliquum L.Bolus
8. Rhinephyllum parvifolium L.Bolus
9. Rhinephyllum pillansii N.E.Br.
10. Rhinephyllum schonlandii L.Bolus
11. Rhinephyllum verdoorniae (N.E.Br.) H.E.K.Hartmann